# Askari

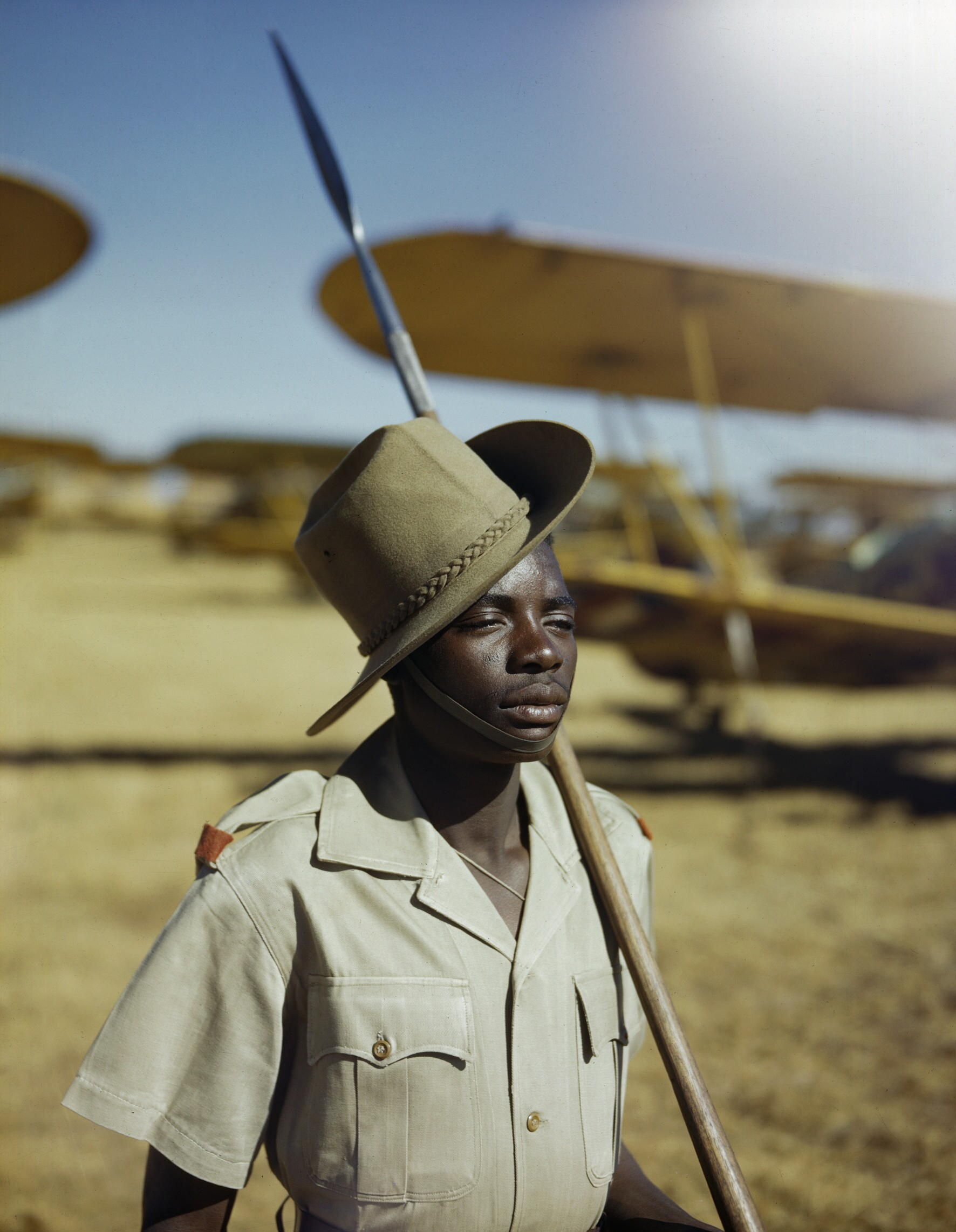
Askari d'Afrique du Sud, 1943

Askari est un mot arabe, turc (asker), somali, perse et swahili signifiant « soldat » (arabe : عسكري ‘askarī). Le terme était couramment employé afin de désigner les troupes indigènes des empires coloniaux européens (en premier lieu l'empire colonial allemand) en Afrique de l'Est et au Moyen-Orient. 
En français, le mot n'est utilisé qu'en référence aux troupes indigènes hors de l'empire colonial français. La désignation est encore utilisée occasionnellement aujourd'hui pour décrire de manière informelle les agents de police, de gendarmerie et de sécurité.
Pendant la période des empires coloniaux européens en Afrique, des soldats recrutés localement et désignés sous le nom d'askaris ont été employés par les armées coloniales italienne, britannique, portugaise, allemande et belge. Ils ont joué un rôle crucial dans la conquête des différentes possessions coloniales, et ont ensuite servi de garnison et de forces de sécurité intérieure. Pendant les deux guerres mondiales, les unités askari ont également servi en dehors de leurs colonies d'origine, dans diverses régions d'Afrique, du Moyen-Orient et d'Asie. En Afrique du Sud, le terme désigne les anciens membres des mouvements de libération qui ont fait défection pour rejoindre les forces de sécurité du gouvernement d'apartheid.

## Empires coloniaux européens

### Colonies belges
Au Congo belge, les askaris étaient organisés en Force Publique. Cette force militaire et policière combinée était commandée par des officiers belges blancs et des sous-officiers autochtones et blancs.

### Colonies britanniques

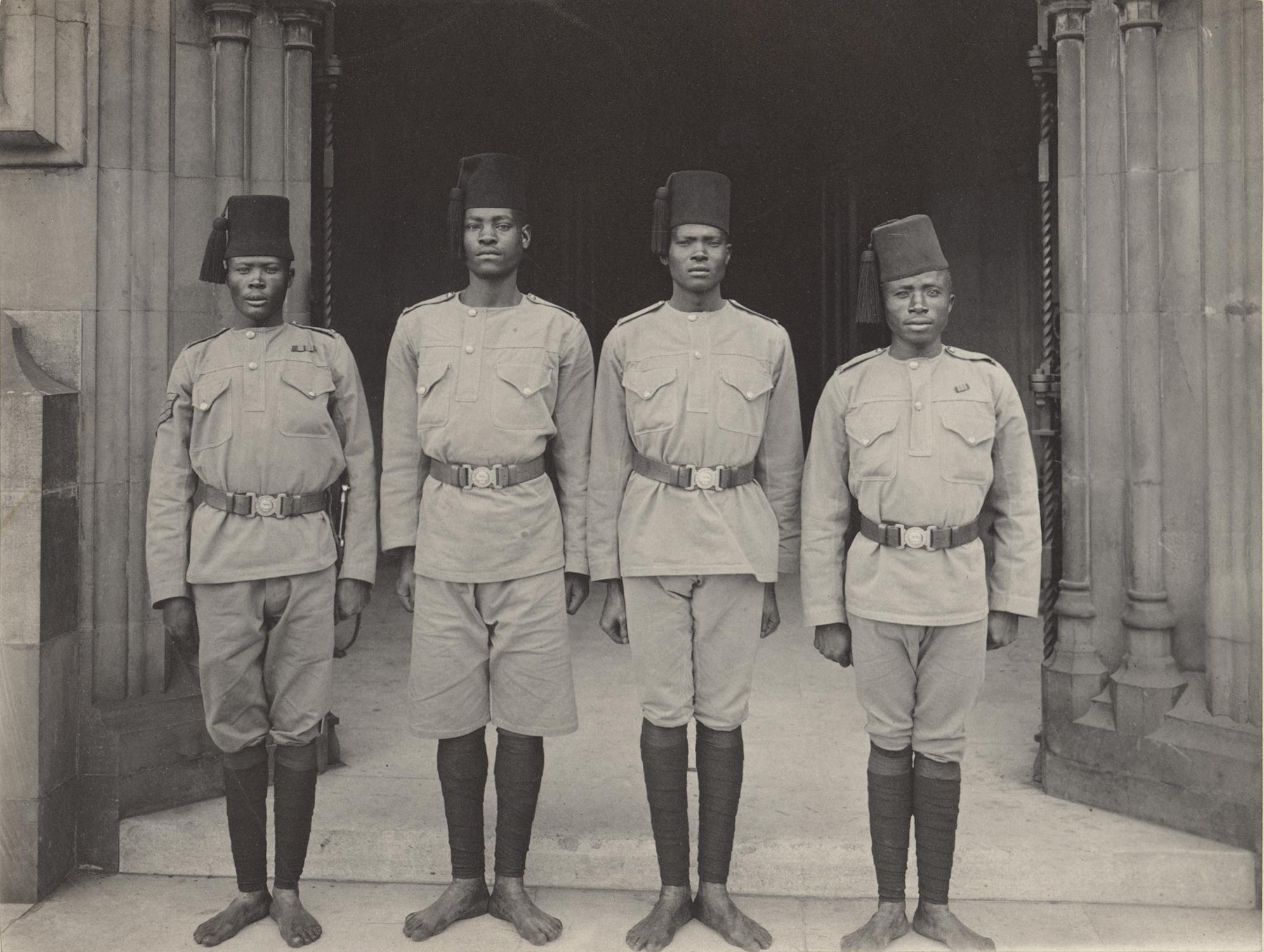
Soldats des King's African Rifles lors du couronnement d'Edward VII en 1902.

La Compagnie britannique impériale d'Afrique de l'Est (Imperial British East Africa Company) a levé des unités d'askaris parmi les Swahilis, les Soudanais et les Somaliens. Il n'y avait ni uniforme officiel, ni armement standardisé. Beaucoup d'askaris faisaient campagne dans leur costume indigène. Les officiers portaient généralement des vêtements civils.
À partir de 1895, les askaris britanniques ont été organisés en une force régulière, disciplinée et en uniforme appelée East African Rifles, qui a ensuite fait partie des multi-bataillons du King's African Rifles. La désignation "askari" a été conservée pour les troupes recrutées localement dans le King's African Rifles, les petites unités militaires et les forces de police dans les colonies jusqu'à la fin du régime colonial au Kenya, au Tanganyika et en Ouganda au cours de la période 1961-63. Après l'indépendance, le terme Askari a continué à être utilisé pour désigner les soldats des anciennes colonies britanniques.

### Colonies allemandes
L'armée coloniale allemande (Schutztruppe) de l'Empire allemand employait dans ses colonies des troupes indigènes menées par des officiers et sous-officiers européens. La principale concentration de ces troupes recrutées localement se trouvait en Afrique orientale allemande (aujourd'hui Tanzanie), formée en 1881 après le transfert de la Wissmanntruppe (levée en 1889 pour réprimer la révolte d'Abushiri) au contrôle impérial allemand.
Les premiers askaris formés en Afrique orientale allemande ont été levés par la Compagnie de l'Afrique orientale allemande (Deutsche Ost-Afrika Gesellschaft - DOAG) vers 1888. Initialement issus de mercenaires soudanais, les askaris allemands ont ensuite été recrutés parmi les groupes tribaux Wahehe et Ngoni. Ils étaient durement disciplinés mais bien payés et hautement entraînés par des cadres allemands, eux-mêmes soumis à un processus de sélection rigoureux. Avant 1914, l'unité de base de la Schutztruppe en Afrique du Sud-Est était la Feldkompanie, composée de sept ou huit officiers et sous-officiers allemands et de 150 à 200 askaris (généralement 160) - y compris deux équipes de mitrailleurs.
Ces petits commandements indépendants étaient souvent complétés par des irréguliers tribaux ou Ruga-Ruga.
Ils ont été utilisés avec succès en Afrique orientale allemande où 11 000 askaris, porteurs et leurs officiers européens, commandés par Paul Emil von Lettow-Vorbeck, ont réussi à mener une campagne de guérilla contre des forces coloniales britanniques, portugaises et belges numériquement supérieures jusqu'à la fin de la Première Guerre mondiale en 1918.
La République de Weimar et l'Allemagne nazie d'avant-guerre ont versé des pensions aux askaris allemands. En raison d'interruptions pendant la dépression mondiale et la Seconde Guerre mondiale, le parlement de la République fédérale d'Allemagne (Allemagne de l'Ouest) a voté en 1964 le financement des arriérés de salaire des askaris encore en vie. L'ambassade d'Allemagne de l'Ouest à Dar es Salaam a identifié environ 350 anciens askaris et a mis en place un bureau de caisse temporaire à Mwanza, sur le lac Victoria.
Seuls quelques demandeurs ont pu produire les certificats qui leur avaient été remis en 1918 ; d'autres ont fourni des morceaux de leurs anciens uniformes comme preuve de leur service. Le banquier qui avait apporté l'argent a eu une idée : on a remis à chaque demandeur un balai et on lui a ordonné en allemand d'exécuter le maniement des armes. Aucun d'entre eux n'a échoué à l'épreuve.

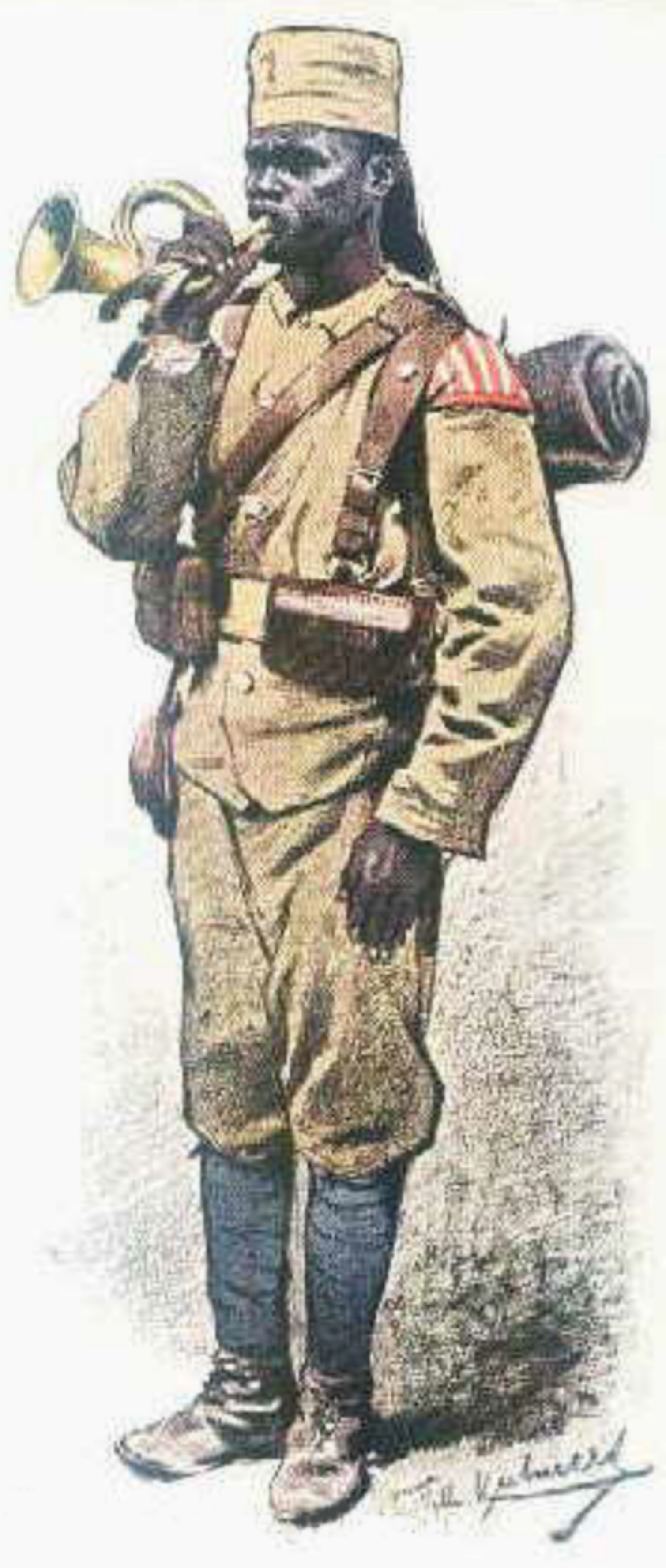
Askari de l'Ostafrika
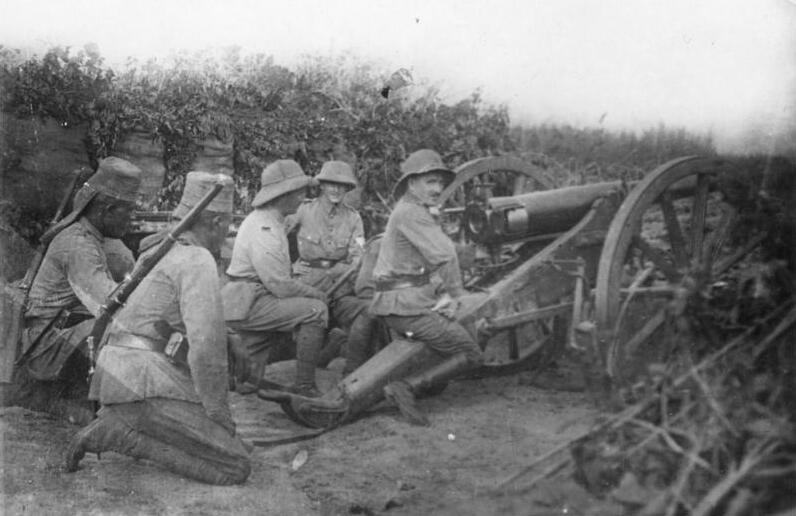
Allemands et Askari pendant la campagne d'Afrique de l'Est
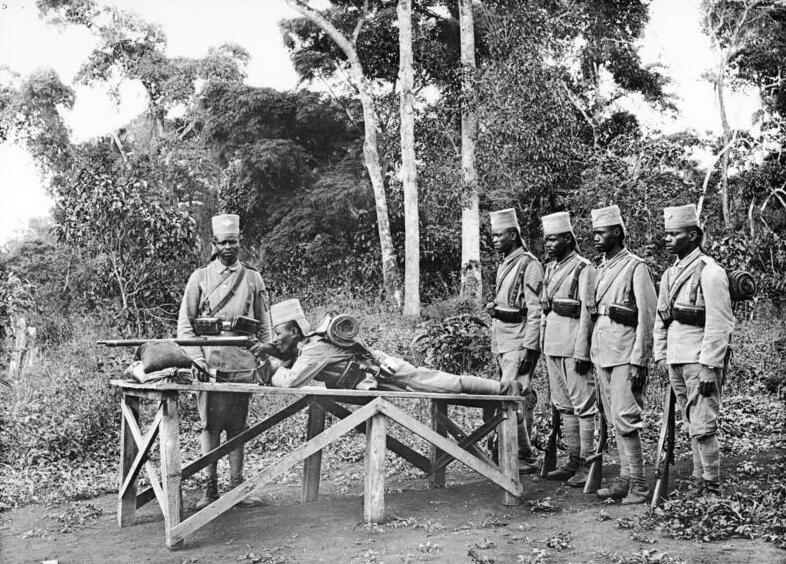
Askari à l'entraînement
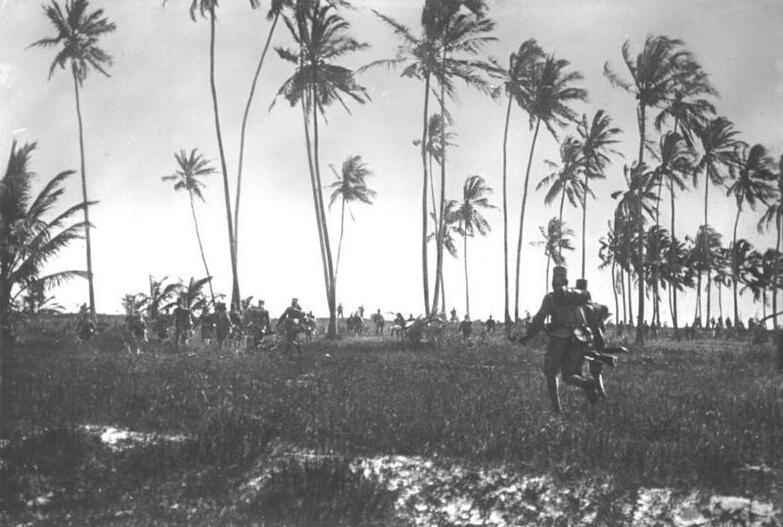
Askari en action (Tanga)
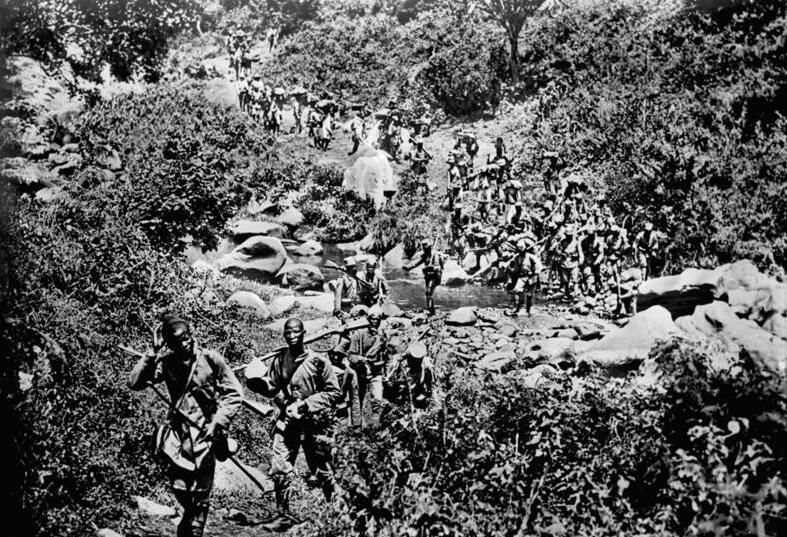
Askari en marche (Première Guerre mondiale)
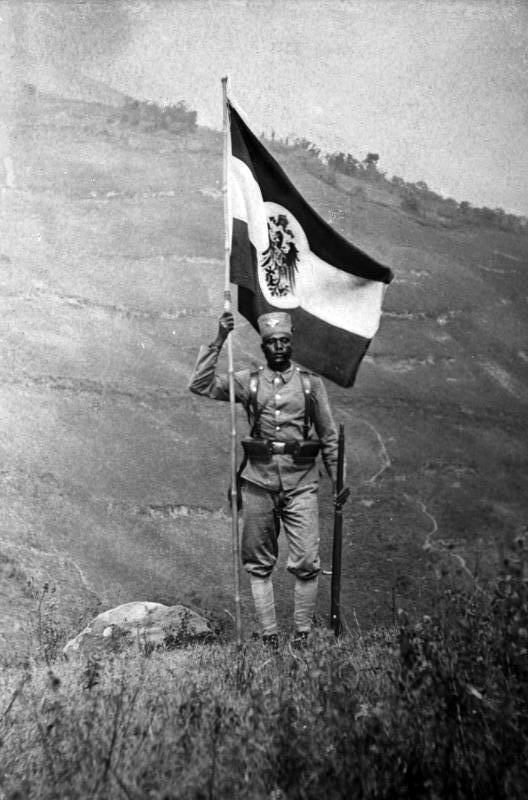
Askari de l'Ostafrika
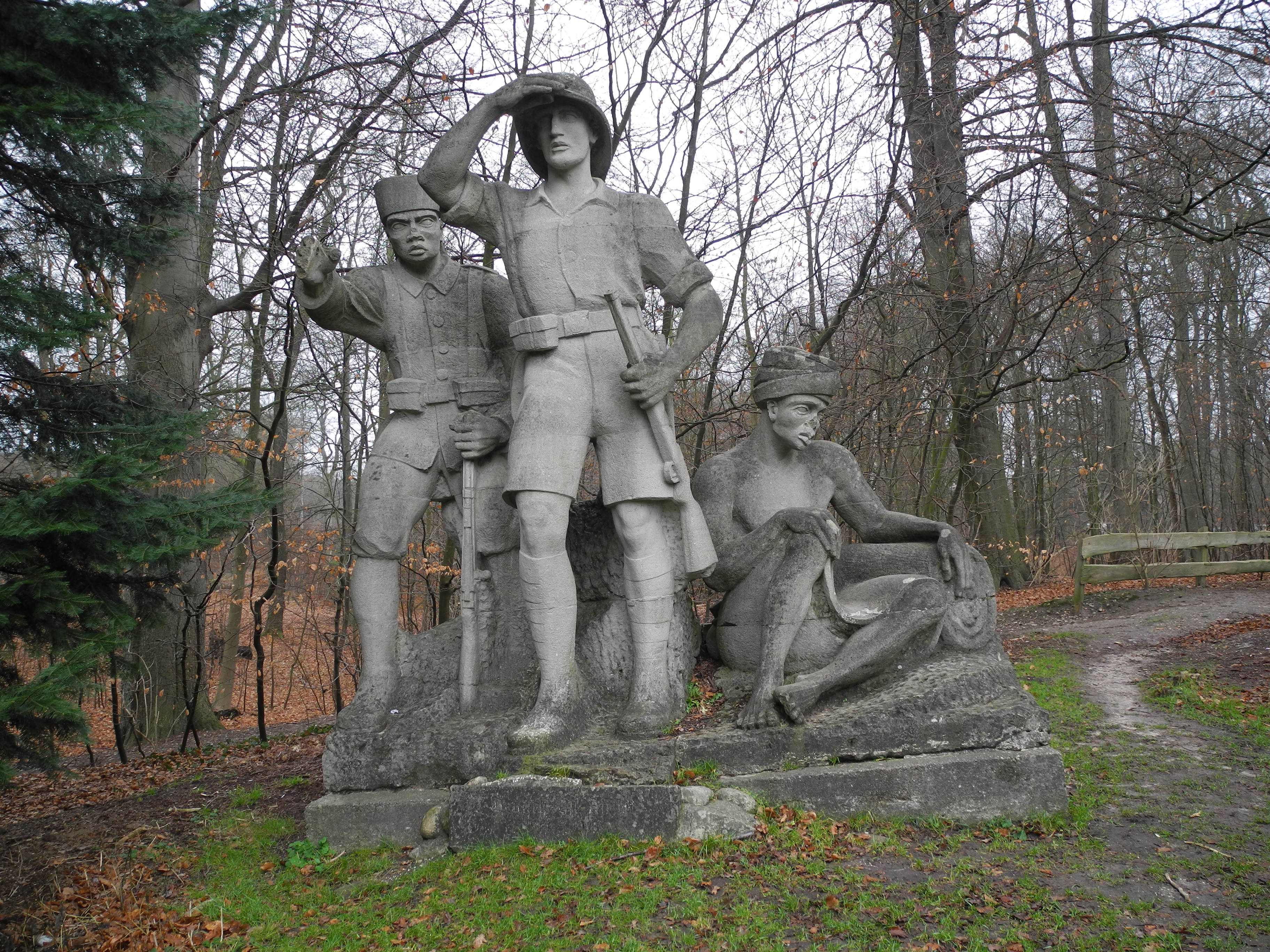
Mémorial allemand de l'Afrique de l'Est à Aumühle
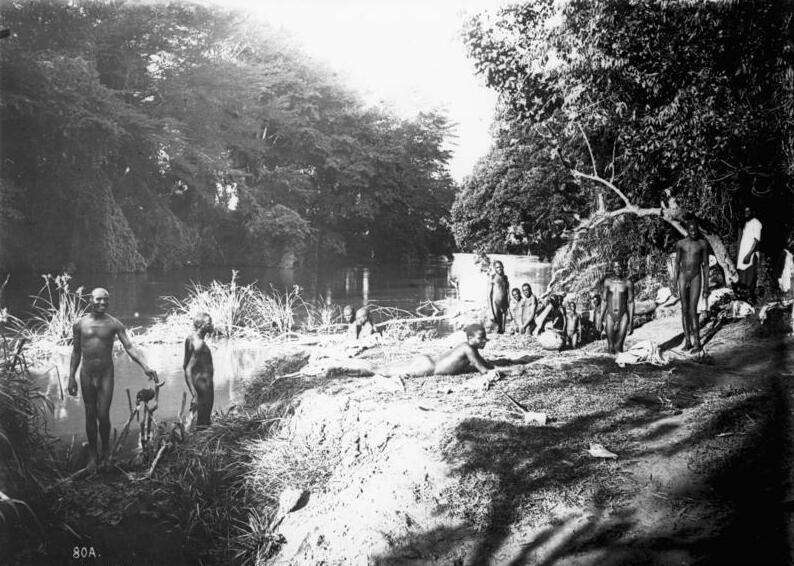
Askaris de la Schutztruppe en Afrique orientale allemande se baignant dans une rivière.
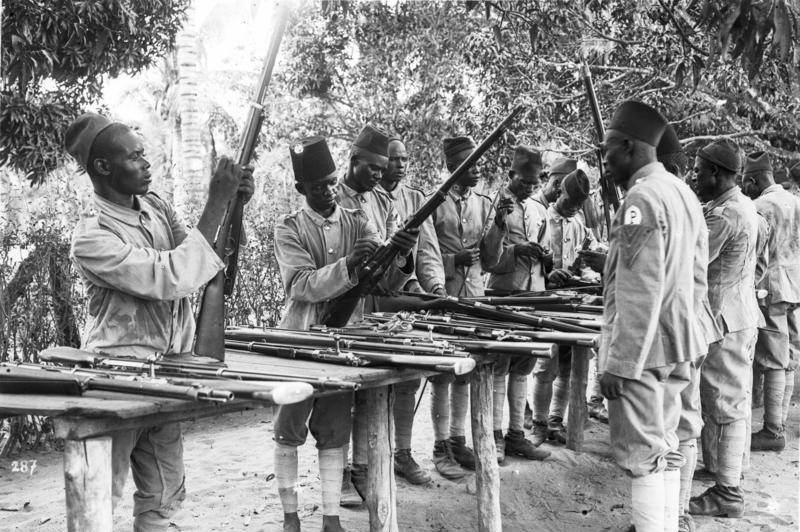
Des auxiliaires de police (Polizeiaskaris) en Afrique orientale allemande en 1906.

### Colonies italiennes
L'armée italienne en Afrique orientale italienne recrutait des troupes érythréennes, puis somaliennes, pour servir avec des officiers et quelques sous-officiers italiens. Ces forces comprenaient des unités d'infanterie, de cavalerie, de chameaux montés et d'artillerie légère. Du personnel somalien a ensuite été recruté pour servir sur les navires de la Marine royale italienne (Regia Marina) opérant dans l'océan Indien. Les askaris (ascari) italiens ont combattu dans la guerre des mahdistes, la bataille de Coatit, la première guerre italo-éthiopienne, la guerre italo-turque, la deuxième guerre italo-abyssine et dans la campagne d'Afrique de l'Est de la Seconde Guerre mondiale.
La plupart des Askaris en Erythrée étaient issus des populations nilotiques locales, y compris Hamid Idris Awate, qui était réputé avoir des ancêtres nara. Les premiers bataillons érythréens ont été constitués en 1888 à partir de volontaires musulmans et chrétiens, en remplacement d'un ancien corps d'irréguliers Bachi-bouzouk. Les quatre bataillons indigènes existant en 1891 ont été incorporés au Corps royal des troupes coloniales (Regio Corpo Truppe Coloniali - RCTC) cette année-là. Élargis à huit bataillons, les ascaris érythréens ont combattu avec distinction à Serobeti, Agordat, Kassala, Coatit et Adoua et ont ensuite servi en Libye et en Éthiopie.
Sur un total de 256 000 soldats italiens servant en Afrique orientale italienne en 1940, environ 182 000 ont été recrutés en Érythrée, en Somalie et en Éthiopie récemment occupée (1935-36). Lorsqu'en janvier 1941, les forces alliées envahissent l'Éthiopie, la plupart des ascaris recrutés localement désertent. La majorité des ascaris érythréens sont restés fidèles jusqu'à la capitulation italienne quatre mois plus tard.
Au départ, les Ascaris érythréens ne comprenaient que des bataillons d'infanterie, bien que des escadrons de cavalerie érythréenne (Penne di Falco) et des batteries d'artillerie de montagne aient été créés par la suite. En 1922, des unités de cavalerie à dos de chameau appelées "meharisti" ont été ajoutées. Ces unités de chameaux érythréens ont également été déployées en Libye après 1932. Dans les années 1930, Benito Mussolini a ajouté quelques unités de véhicules blindés aux Ascaris.

### Colonies espagnoles

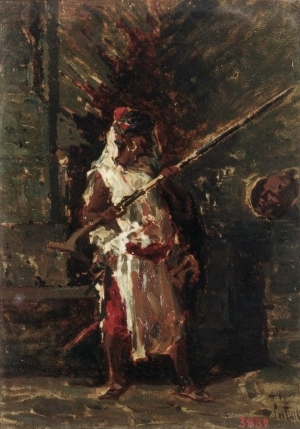
Askari, Mariano Fortuny, 1860

Comme indiqué ci-dessus, "askari" était normalement une désignation utilisée en Afrique sub-saharienne. Exceptionnellement, le terme "askari" a également été utilisé par le gouvernement colonial espagnol en Afrique du Nord-Ouest, non pas pour désigner ses troupes marocaines régulières (voir regulares), mais pour désigner une force de gendarmerie recrutée localement et levée au Maroc espagnol en 1913, connue sous le nom de "Mehal-la Jalifianas". C'était l'équivalent des Goumiers plus connus employés au Maroc français.
Les membres indigènes des Tropas Nómadas ou de la police du désert servant dans le Sahara espagnol étaient également désignés comme des "askaris", tout comme les autres grades de la Police indigène (Policia Indígena) levée à Melilla en 1909.

### Colonies portugaises
En Afrique occidentale portugaise, et dans la plupart des autres colonies africaines de l'Empire portugais, des askaris locaux étaient recrutés. Ceux-ci étaient utilisés pour maintenir la paix dans les colonies de taille nationale. Au cours du 20e siècle, toutes les troupes indigènes ont été fusionnées en une armée coloniale portugaise. Cette armée a fait l'objet d'une ségrégation raciale et, jusqu'en 1960, il y avait trois classes de soldats : les soldats brevetés (blancs européens), les soldats d'outre-mer (les "civilizados" noirs africains) et les soldats indigènes (les Africains qui vivaient dans les colonies portugaises). Ces catégories ont été rebaptisées 1re, 2e et 3e classe en 1960 - ce qui correspondait en fait à la même classification.

## Utilisations postérieures du terme

### Allemagne nazie

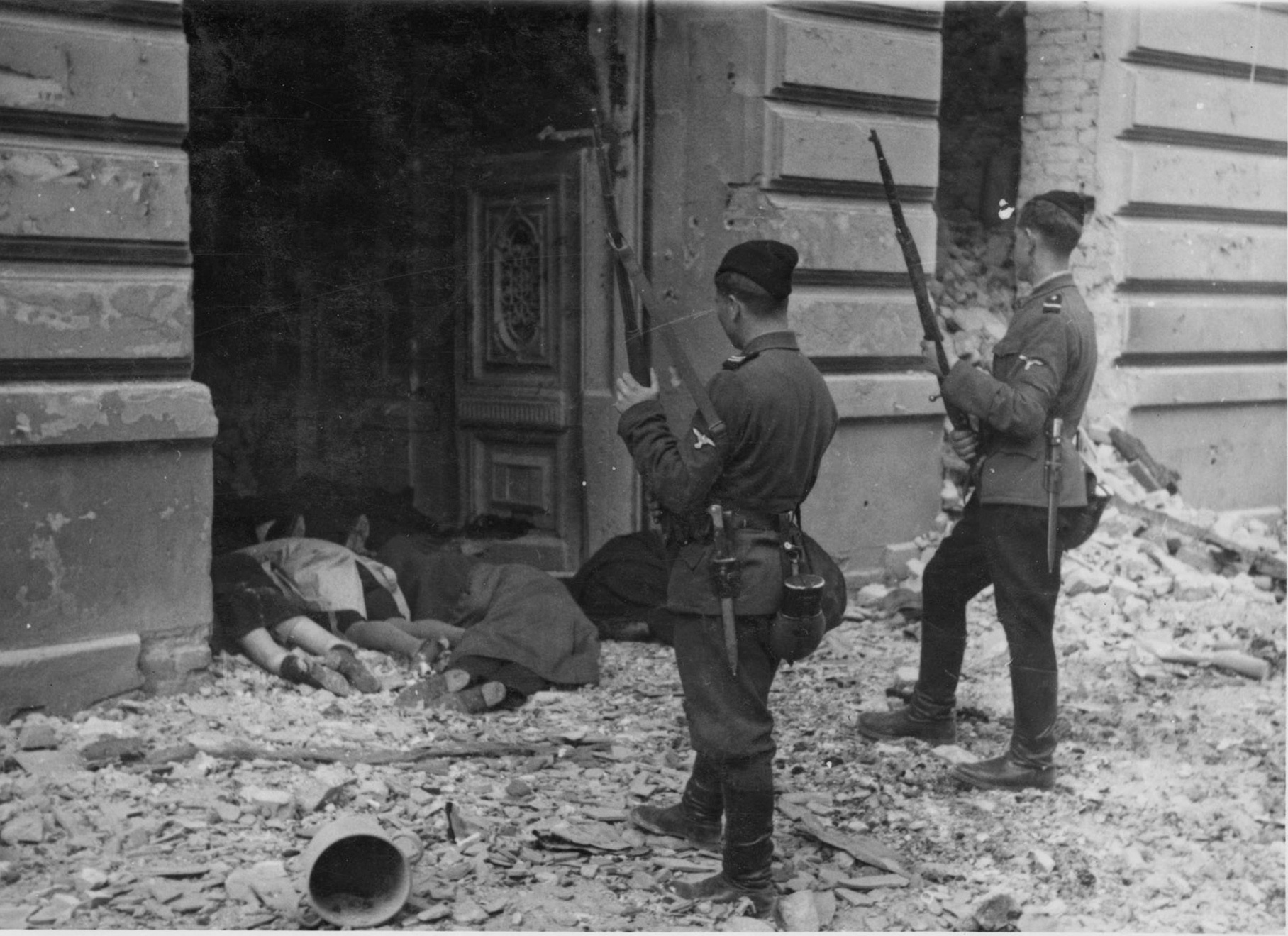
Deux askaris ukrainiens au moment de l'insurrection du ghetto de Varsovie

Pendant la Seconde Guerre mondiale, les Allemands ont utilisé le terme « askaris » pour désigner les déserteurs et les prisonniers de guerre de l'Armée rouge, principalement russes, qui ont formé des unités combattant contre l'Armée rouge et dans d'autres actions sur le front oriental.
Les unités de volontaires d'Ukraine occidentale comme le bataillon Nachtigall, les bataillons Schuma et la 14e division de grenadiers Waffen de la SS étaient également appelés Askari. Ces bataillons ont été utilisés dans de nombreuses opérations au cours de la Seconde Guerre mondiale. La plupart d'entre eux étaient soit des déserteurs de l'Armée rouge, soit des paysans anticommunistes recrutés dans les zones rurales d'Ukraine occidentale sous occupation allemande.

### Apartheid en Afrique du Sud
Pendant l'apartheid, en particulier dans les années 1980, Askari était le terme utilisé pour désigner les anciens membres des mouvements de libération qui venaient travailler pour la Security Branch, fournissant des informations, identifiant et retrouvant leurs anciens camarades. Un certain nombre d'entre eux étaient également déployés de manière opérationnelle. Les anciens membres des mouvements de libération devenaient des askaris s'ils faisaient défection de leur propre chef ou s'ils étaient arrêtés ou capturés. Dans certains cas, des tentatives ont été faites pour " transformer " des agents de l'uMkhonto we Sizwe (MK) ou de l'Azanian People's Liberation Army (APLA) capturés, en utilisant des méthodes orthodoxes et non orthodoxes lors des interrogatoires, souvent sous la torture. D'autres askaris étaient des agents du MK qui avaient été enlevés par la Direction de la sécurité dans les États voisins. Plusieurs des personnes enlevées sont toujours portées disparues et on pense qu'elles ont été tuées. Les menaces de mort utilisées pour "transformer" les askaris n'étaient pas vaines. Lors des audiences de la Commission Vérité et Réconciliation, les demandes d'amnistie ont révélé que plusieurs agents ont été tués pour avoir refusé catégoriquement de coopérer.
Les askaris étaient principalement utilisés pour infiltrer des groupes et identifier d'anciens camarades avec lesquels ils s'étaient entraînés dans d'autres pays. Lors de l'audience de Pretoria en juillet 1999, M. Chris Mosiane a témoigné : "Au début, les askaris étaient utilisés comme des chiens policiers pour renifler les insurgés avec des SB blancs [membres de la Direction de la sécurité] comme maîtres-chiens. Les SB noirs étaient utilisés pour surveiller les askaris"

Les askaris étaient initialement traités comme des informateurs et étaient payés par un fonds secret. Plus tard, ils ont été intégrés dans la police sud-africaine au niveau de gendarme et ont reçu un salaire SAP. Lorsqu'ils étaient déployés dans les régions, ils recevaient une somme supplémentaire, qui était généralement générée par de fausses déclarations à un fonds secret. Après des opérations réussies, ils recevaient généralement des primes. 

Les askaris utilisaient Vlakplaas comme base opérationnelle et résidaient dans les townships où ils tentaient de maintenir leur couverture d'agents clandestins du MK. Bien que quelques askaris se soient échappés, la plupart étaient bien trop effrayés pour tenter de le faire. Lors de son audition en vue de l'amnistie, le colonel Eugene de Kock a témoigné qu'il avait mis en place un réseau d'espionnage parmi les askaris et utilisé la surveillance électronique. Il a déclaré au comité d'amnistie qu'il avait également mis en place une structure disciplinaire pour traiter les problèmes internes et autres infractions commises par les askaris et les officiers blancs. Cependant, les askaris qui outrepassaient leur autorité dans des situations opérationnelles ou des affaires criminelles étaient rarement sanctionnés. En général, les askaris étaient extrêmement efficaces. Grâce à leur expérience interne des structures MK, ils étaient d'une aide précieuse pour identifier les suspects potentiels, infiltrer les réseaux, procéder aux interrogatoires et témoigner pour l'État lors des procès.

### Irak

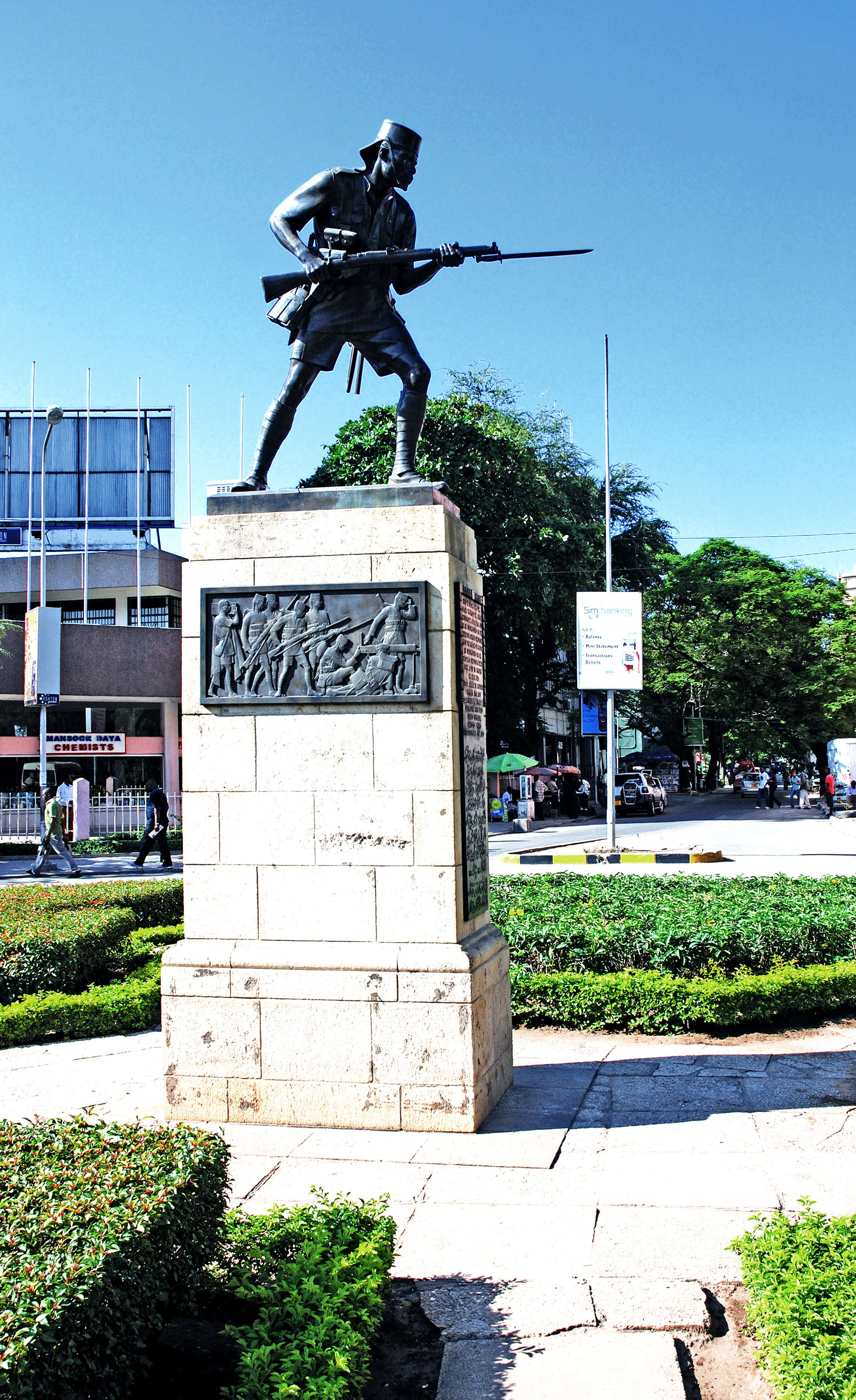
Monument Askari à Dar es Salaam, Tanzanie, dédié aux Askaris qui ont combattu lors de la campagne d'Afrique de l'Est de la Première Guerre mondiale.

Les gardes de sécurité privés ougandais largement déployés sont également désignés comme askari. Les gardes devaient recevoir un salaire mensuel de 1 000 dollars et une prime de 80 000 dollars s'ils étaient abattus, mais beaucoup se sont plaints que l'argent n'était pas versé ou que des frais injustes étaient imposés. Les gardes travaillent pour des agences de recrutement telles que Askar Security Services, qui sont embauchées par Beowulf International, une société réceptrice en Irak, qui sous-traite leurs services à EOD Technologies, une société américaine engagée par le ministère de la Défense des États-Unis pour fournir des gardes de sécurité pour le Camp Victory à Bagdad. Un représentant de Beowulf a déclaré que 400 de ces travailleurs "avaient impressionné l'armée américaine par leurs compétences et leur expérience", mais il s'est plaint que certains d'entre eux n'avaient aucune expérience de la police ou de la sécurité et "ne savaient même pas comment tenir une arme". Au moins onze autres recruteurs ougandais incluent Dresak International et Connect Financial Services.

## Source
- (it) Cet article est partiellement ou en totalité issu de l’article de Wikipédia en italien intitulé « Askari » (voir la liste des auteurs).